# 大台南公車綠幹線
大台南公車綠幹線為全市六大幹線公車之一，由興南客運營運。主要行駛於台20線之「玉南公路」路段。起點由臺南轉運站出發後，行經台南火車站、永康區、興南客運新化站、山上區豐德、左鎮區，終點至興南客運玉井站。綠幹線的主題公車為「不倒翁公車」（出自《不倒翁的奇幻旅程》），另外曾因應春節於新化區舉辦的年貨大街而推出活動期間限定的「年貨公車」。本線係由原本往新化玉井方向之數條公路客運路線改制而成，於2013年3月1日正式通車。
根據2019年運量統計，本線運量為164萬9982人次，是全臺南市公車路線運量第二高的路線。

## 歷史
- 2012年：首批購入低地板公車(VOLVO B7RLE)3輛，原為安工站配車並行駛綠幹線（2013年3月前行駛往玉井方向之公路客運路線）。於2017年購入3輛新車被汰換因而轉調至新化站，目前行駛綠幹線區間車及綠支線。
- 2013年3月1日：因應大台南公共運輸政策，原興南客運7605、7606、7607、7608、7609、7610、7611、7612路等部分路段改制為綠幹線，並於同日通車。
- 2013年4月11日：因綠幹線通車而臨時加開的7608路公車併入綠幹線，成為綠幹線的區間車之一。
- 2013年7月：第二批低地板公車(VOLVO B7RLE)2輛上路，配置於安工站。
- 2013年8月30日：因應學生上下學，於平常日增開新化－玉井區間車及新化－台南區間車各4班。
- 2013年8月30日：「農會前」站（往玉井）取消停靠。
- 2014年6月24日：第三批低地板公車(SUNWIN SWB6127)5輛上路，配置於玉井站。
- 2015年3月1日：新增「松腳」招呼站。
- 2015年9月：第四批低地板公車(SUNWIN SWB6127)6輛上路，安工站2輛、玉井站4輛。
- 2016年10月20日：新增「睦光里」招呼站。
- 2017年8月：第五批低地板公車(VOLVO B7RLE)3輛上路，配置於安工站。
- 2018年5月：第六批低地板公車(VOLVO B7RLE)1輛上路，配置於玉井站。
- 2018年6月27日：原「新化公所」站更名為「新化區公所」。
- 2018年10月：第七批低地板公車(VOLVO B7RLE)全白客車8輛上路，配置於新化站，行駛綠幹線區間車及綠支線。
- 2019年4月3日：新增「玉井懷恩堂」招呼站。
- 2019年6月15日：原「左鎮化石館」站更名為「左鎮化石園區」。
- 2019年8月1日：新增「左鎮果菜市場」招呼站。
- 2019年9月1日：原「臺南公園（公園路）」站更名為「臺南轉運站」。
- 2019年11月：第八批低地板公車(VOLVO B8RLE)全白客車2輛上路，配置於安工站。因新車全數配置於安工站故將部分配車外調至玉井站。
- 2020年12月11日：新增「深坑子」招呼站。
- 2021年5月1日：原綠10-1路線（新化－那拔林－左鎮化石園區）併入綠幹線區間車。
- 2022年3月18日：原「臺南大學附中」站更名為「南大附中」。
- 2023年7月5日：因應開元陸橋拆除作業暫時改道勝利路，不停靠「台南二中」站，臨時停靠「成大醫院（勝利路）」、「勝利北路」站。
- 2023年9月20日：新增「頂店」、「光和活動中心」招呼站。
- 2024年5月1日：綠幹線區間車（新化－那拔林－左鎮化石園區）停駛。

## 路線基本資料
- 全程行車里程數：36.8公里。
- 全程行車時間：約75分。
- 行經行政區域：臺南市北區、永康區、新化區、山上區、左鎮區、玉井區。
- 主要行駛道路：開元路、大部分行駛於台20線上，及新化中山路、左鎮聯絡道、玉井民生路。
- 日運量約4521人，全線皆以低地版公車行駛（新化玉井部分區間車除外）。

### 停站
參見右方站牌路線圖。

### 綠線配車
- 2013年 4輛VOLVO B7RLE：691-FS、695-FS~696-FS、698-FS
- 2014年 4輛申沃SWB6127：441-U9~445-U9[3]
- 2015年 6輛申沃SWB6127：051-U9~057-U9
- 2017年 4輛VOLVO B7RLE：KKA-7307~KKA-7310
- 2018年5月 1輛VOLVO B7RLE：KKA-7319
- 2018年10月 12輛VOLVO B7RLE：KKA-7328~KKA-7339、KKA-7352
- 2019年11月 5輛VOLVO B8RLE：KKA-7370~KKA-7372、KKA-7377~KKA-7378
- KKA-7307~KKA-7310、KKA-7352、KKA-7377~KKA-7378兼駛綠17支線。
- 691-FS、051-U9、057-U9、KKA-7328~KKA-7336、KKA-7370~KKA-7372行駛綠幹線區間車、新化站綠支線。
- 695-FS~696-FS、698-FS、053-U9~056-U9、KKA-7319、KKA-7337~KKA-7339兼駛綠20、綠23、綠24、綠26、綠27支線。

### 過往綠線配車
- 2001年 HINO ERK2JRL(前首都客運)：新化站配車，行駛綠區間(淘汰)
- 2002年 HINO ERK1JRL、ERK2JRL(前首都客運)：新化站、玉井站配車(淘汰)
- 2002年 2輛HINO ERK2JRL(前首都客運)：602-FS、603-FS(淘汰)
- 2012年 5輛HINO RK8JRSA：651-FS、657-FS、658-FS、659-FS、660-FS(淘汰)
- 2012年 3輛VOLVO B7RLE :679-FS~681-FS(停用報停)
- 2014年 1輛申沃SWB6127：440-U9(塗裝為全白並改為預備車)

### 特別版公車
- 不倒翁奇幻旅程：651-FS、680-FS（窗戶貼紙已卸除，車內仍保留其裝飾）
- 年貨公車：每年過年前行駛

### 收費
依里程計費，刷卡前8公里免費，轉乘再優惠9元

最大收費區間：投現119元，刷卡93元

## 外部連結
- 大台南公車綠幹線路線圖&時刻表 （页面存档备份，存于）
- 大台南公車 （页面存档备份，存于）
- 興南客運 （页面存档备份，存于）